# Reinaldo, O Príncipe do Pagode
Reinaldo Gonçalves Zacarias, mais conhecido como Reinaldo, O Príncipe do Pagode (Rio de Janeiro, 9 de novembro de 1954 — São Paulo, 18 de novembro de 2019), foi um cantor e compositor brasileiro que interpretava canções de diversos compositores como Ronaldo Barcellos, Arlindo Cruz entre outros, além de fazer parte da diretoria da escola de samba Estação Primeira de Mangueira.

## Biografia
Nascido no bairro de Cavalcanti, na Zona Norte do Rio de Janeiro, Reinaldo Gonçalves Zacarias cresceu respirando samba. Ainda jovem, frequentava os ensaios da escola de samba Em Cima da Hora, tradicional agremiação do bairro que entrou para a história ao imortalizar o clássico samba-enredo “Os Sertões”, em 1976. Ali, entre rodas de samba e desfiles de carnaval, Reinaldo começou a moldar sua musicalidade.
Com talento nato para o canto, criou o grupo “O Samba Nosso de Cada Dia”, animando festas e eventos, até ganhar espaço entre os grandes nomes do samba. Começou a acompanhar gigantes como Dona Ivone Lara, João Nogueira e Roberto Ribeiro, o que foi essencial para sua formação musical e lapidação do estilo que viria a consagrá-lo.
Mas o samba não era seu único palco. Antes da fama, Reinaldo fez história também no mundo corporativo: foi o primeiro negro a trabalhar no Citibank no Brasil, um feito notável para a década de 1970. Em uma época em que o preconceito racial era ainda mais escancarado, ele ocupou uma posição de prestígio em um banco internacional conhecido como “banco de rico”. Essa conquista, raríssima, mostrou que Reinaldo desafiava barreiras dentro e fora da música.
Em 1982, tomou uma decisão que mudaria sua vida: abandonou a carreira bancária, mudou-se para São Paulo e mergulhou de vez no mundo do samba. A capital paulista vivia a ebulição do pagode romântico, estilo que se inspirava nas rodas cariocas mas trazia uma estética mais urbana, melódica e pop. Reinaldo não apenas se adaptou ao novo cenário, como tornou-se um dos precursores do pagode em São Paulo, ajudando a formatar o gênero como o conhecemos hoje.
Em 1986, lançou seu primeiro disco solo: Retrato Cantado de um Amor, que o projetou nacionalmente. Sua voz afinada, interpretação elegante e presença carismática fizeram dele um dos nomes mais requisitados do pagode nos anos 1990 e 2000.
O título “Príncipe do Pagode” surgiu por acaso, mas caiu como uma luva. Em 1987, um locutor de rádio no Rio de Janeiro — com o costume de criar apelidos para os artistas que apresentava — anunciou Reinaldo como “o Príncipe do Pagode”. O apelido pegou e passou a acompanhar sua trajetória por toda a carreira, marcando seu estilo refinado e romântico.
Reinaldo também se destacou como compositor. Seu primeiro sucesso nesse campo foi “Me Perdoa Poeta”, gravado por Leci Brandão, que se tornou uma referência da MPB. Em 1987, gravou a faixa “Aquela Imagem” com a participação da cantora Ana Clara — parceria que se repetiria mais tarde na música “Quer Brincar de Amor”. Ao longo dos anos, lançou inúmeros sucessos que embalam até hoje corações apaixonados em rodas de samba pelo Brasil.
Em 2011, recebeu o troféu de Melhor Show do Ano do Jornal Capital Cultural, por sua apresentação na Parada da Lapa, no Rio de Janeiro. Em 2013, ao gravar seu segundo DVD, teve um gesto que mostra sua generosidade artística: convidou o então desconhecido cantor Ferrugem para dividir a canção “Infância”, dando visibilidade a um talento que se tornaria um dos grandes nomes do pagode na geração seguinte.
Mesmo diagnosticado com câncer de pulmão em 2015, Reinaldo nunca deixou os palcos. Continuou se apresentando com brilho até os últimos momentos de vida. Faleceu na madrugada de 18 de novembro de 2019, em Osasco (SP), aos 65 anos, vítima de uma parada cardiorrespiratória.
Seu legado permanece vivo. Após sua partida, Reinaldo experimentou um fenômeno raro: suas músicas passaram a ser ainda mais ouvidas, celebradas e redescobertas por novas gerações. Em rodas de samba, bares, plataformas digitais e homenagens, o Príncipe do Pagode segue reinando. Sua trajetória é mais do que musical: é histórica, representativa, e acima de tudo, eterna.

## Política
Em 2012, se candidatou a uma vaga de vereador na cidade de São Paulo pelo PTB. Não conseguiu ser eleito.

## Discografia[2]
- 1986 - Retrato Cantado de um Amor
- 1987 - Aquela Imagem
- 1989 - Reinaldo
- 1990 - Coisa Sentimental
- 1991 - Papel Assinado
- 1992 - Soneto de Prazer
- 1995 - Samba Meu Brasil
- 1997 - Traz de Volta Minha Paz
- 1999 - Pagode Pra Valer - Volume 1
- 2000 - Pagode Pra Valer - Volume 2
- 2001 - Pagode Pra Valer - Volume 3
- 2002 - 15 Anos de Samba
- 2004 - Pra Sambar
- 2007 - Reinaldo e Convidados
- 2011 - Canto do Rei
- 2013 - Reinaldo e Seus Convidados
- 2017 - 30 Anos: Uma Vida de Muito Samba